# جيف راسيل
جيف راسيل (بالإنجليزية: Jeff Russell) هو لاعب كرة قاعدة أمريكي، ولد في 2 سبتمبر 1961 في سينسيناتي في الولايات المتحدة.

## وصلات خارجية
- جيف راسيل على موقع دوري كرة القاعدة الرئيسي (الإنجليزية)
- جيف راسيل على موقعبيزبول رفرنس.كوم (الدوري الرئيسي) (الإنجليزية)
- جيف راسيل على موقع إي إس بي إن.كوم (أم.أل.بي) (الإنجليزية)
- جيف راسيل على موقع مشجعي الرسوم البيانية (الإنجليزية)